# الجمهورية العربية المتحدة (1963)

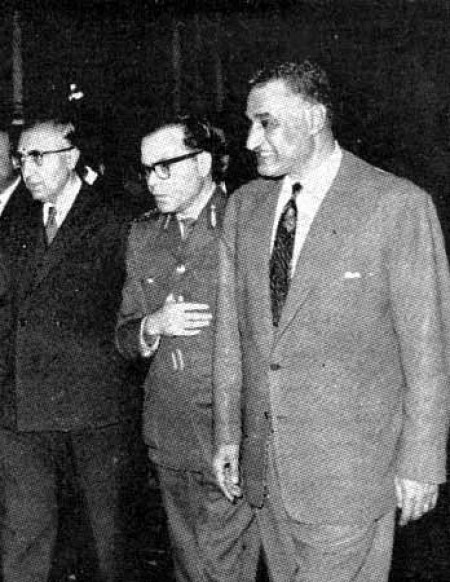
الرئيس السوري لؤي الأتاسي (في الوسط) مع رئيس الوزراء صلاح البيطار (يسار) في مارس 1963 لإجراء محادثات توحيد مع الرئيس المصري جمال عبد الناصر (يمين) في القاهرة

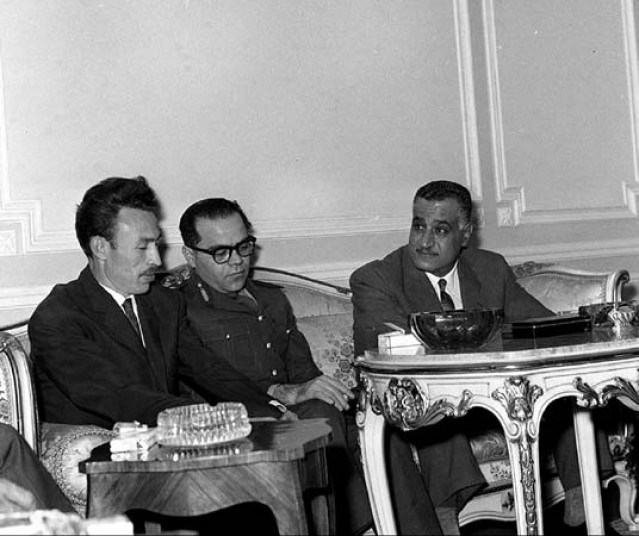
لم يتمكن وزير الدفاع الجزائري هواري بومدين (يسار) من إقناع الأتاسي (وسط) وعبد الناصر (يمين) بالانضمام (1963)

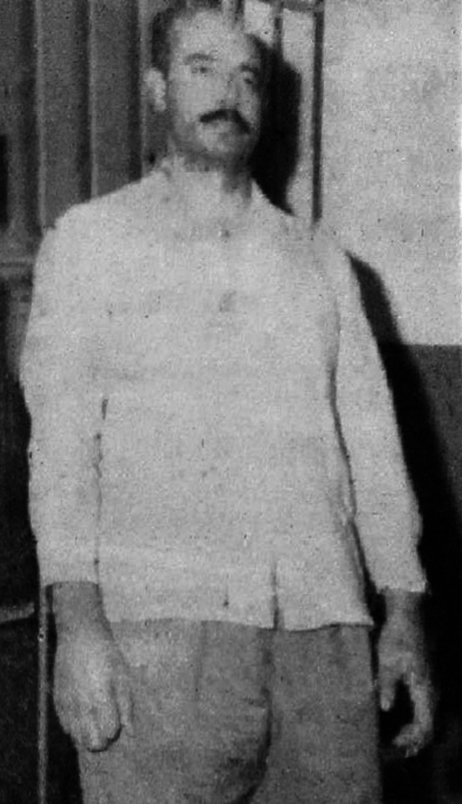
الانقلابي جاسم علوان في محاكمته العسكرية

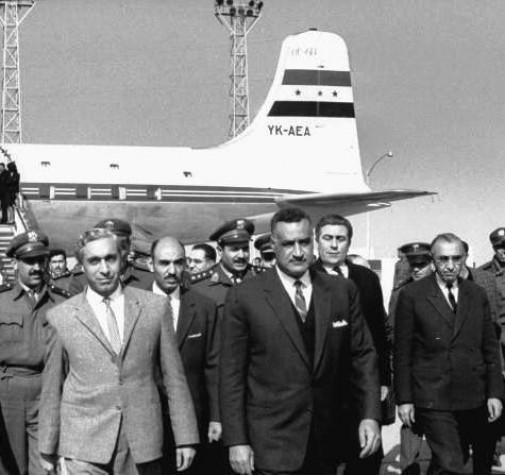
زار أمين الحافظ (يسار) والبيطار (يمين) عبد الناصر في أغسطس 1963، لكن العلاقة ظلت متوترة

كانت الجمهورية العربية المتحدة لعام 1963 اندماجًا مخططًا لعدة دول عربية مصر والعراق وسوريا، على أساس الاتحاد المصري السوري السابق الذي حمل نفس الاسم. وعلى العكس من نظام الدولة الموحدة المصرية السورية السابقة، فقد تم التخطيط لاتحاد فدرالي في عام 1963.

## الخلفية
بحلول نهاية عام 1961، كانت الدول العربية المتحدة أيضًا كونفدرالية بين الجمهورية العربية المتحدة والمملكة اليمنية. وبعد انسحاب سوريا من الدول العربية المتحدة (في سبتمبر 1961)، أعلن الملك اليمني أيضًا الانسحاب، عندها أعلن الرئيس المصري جمال عبد الناصر أيضًا حل الدول العربية المتحدة (في ديسمبر 1961). لقد أطاح الضباط الجمهوريون بخليفة الملك، الذي توفي في سبتمبر 1962، تحت قيادة عبد الله السلال الذين كانوا يرغبون في الانضمام إلى الجمهورية العربية اليمنية التي تأسست حديثًا في مصر.
كانت أول محاولة انقلابية (فاشلة) لاستعادة الاتحاد قد تمت بالفعل في سوريا في مارس 1962، ولكن لم تحدث الانقلابات العسكرية إلا في ربيع عام 1963 فقط في وقت واحد تقريبًا في العراق وسوريا، (في 8 فبراير في العراق) و (في ثورة 8 مارس في سوريا). ونتيجةً لذلك وصل حزب حزب البعث العربي الاشتراكي إلى السلطة، الذي كان قد دعا بالفعل إلى ربط سوريا (والعراق) بمصر في عام 1958 وأدان حل الاتحاد في عام 1961. صار لؤي الأتاسي (وهو حل وسط بين البعثيين والناصريين) رئيسًا جديدًا لسوريا، فيما صار مؤسس البعث صلاح البيطار رئيس وزراء سوريا. كان رئيس العراق عبد السلام عارف مؤيدًا لعبد الناصر، وكان رئيس الوزراء العراقي البعثي أحمد حسن البكر.

## الاتحاد المصري العراقي السوري
سافر الأتاسي والبيطار إلى القاهرة في مارس 1963 وبدأَ على الفور محادثات التوحيد، والتي انضم لها في أبريل البعثيين العراقيين ومؤسس البعث ميشيل عفلق. بدأت المحادثات في 14 مارس، حيث خُصصت الجولات الثلاث الأولى من المفاوضات لتسوية مسألة الطرف المسؤول عن انهيار الاتحاد السوري المصري. شارك عفلق فقط في أول جولتين من المفاوضات. كانت أول جولتين من المفاوضات في الفترة من 14 إلى 16 مارس ثم من 19 إلى 30 مارس) وقد انتهت بتبادل الاتهامات. وفي 22 مارس جاءت انفراجة بعد جولة ثالثة من المفاوضات الصعبة (من 6 إلى 14 أبريل) حيث تم الاتفاق على وحدة فيدرالية في 17 أبريل 1963، الذي وافق العيد الوطني السوري، تقام بين مصر والعراق وسوريا وستحمل اسم الجمهورية العربية المتحدةعلى أن تدخل حيز التنفيذ في 1 سبتمبر 1963. تم التخطيط لضم شمال اليمن بعد انتهاء الحرب الأهلية التي اندلعت هناك. وأيضًا في البرلمان الكويتي، صوّت 12 من أصل 50 نائبًا من أجل الانضمام. وعندما دعا عبد الناصر الجزائر للانضمام إلى الجمهورية خلال قمة مصرية سورية جزائرية في القاهرة في أبريل 1963 رفض رئيس حكومتها، أحمد بن بلة، لكنه هنأ عبد الناصر.

كانت العاصمة المخطط لها هي القاهرة، وسيصبح جمال عبد الناصر رئيسًا للدولة الجديدة. ومع الاتحاد، سعت الدول الثلاث إلى سياسة خارجية ودفاعية مشتركة بروح الوحدة العربية. كان ينبغي أن يضم الجيش المشترك 325 ألف جندي، ولكن تُركت مسألة تشكيل جيش مشترك مفتوحة. لقد وُصف التدمير المخطط لإسرائيل الذي افترضه بعض المؤلفين، من قبل كبار السياسيين في الاتحاد، بأنه «تحرير فلسطين» أو على أنه جهود لإعادة اللاجئين الفلسطينيين العرب. ومن ناحية أخرى، افترض النقاد اليساريون أن عبد الناصر وافق فعليًا على وجود إسرائيل في اتفاقيات سرية مع الولايات المتحدة. وبدلًا من محو إسرائيل المزعوم، صاغ عبد الناصر موقفه على النحو التالي:
 كان ناصر قد انتصر مع المطالبة بالحل التدريجي لجميع الأحزاب السياسية في الدول الثلاث لصالح الاتحاد الاشتراكي العربي، لكن الحل الفوري للمنظمات السياسية لم يتم الاتفاق عليه. في البداية، تم التخطيط لتشكيل «جبهات سياسية» مشتركة كائتلاف لجميع القوى الوحدوية والاشتراكية والديمقراطية في جميع البلدان الثلاثة.
كان من المقرر أن تتبنى الدول الأعضاء الثلاث استفاءات لاعتماد الدستور الاتحادي في 15 سبتمبر 1963. كان من المقرر انتخاب عبد الناصر رئيسًا مشتركًا للجمهورية الجديدة وإعلان قيام الجمهورية في 27 سبتمبر 1963. يجب انتخاب الرئيس بأغلبية ثلثي الجمعية الاتحادية لمدة أربع سنوات وتعيين الوزراء. وبسبب النسبة السكانية المتفق عليها، شكل المصريون غالبية النواب، ولكن ليس أغلبية الثلثين. ومع ذلك، اعتبر اختيار ناصر آمنًا. تكوّن المجلس الوطني الاتحادي من مجلس النواب ومجلسًا اتحاديًا. وكما هو مطلوب (وهو ما لم يتحقق أبدًا) في مصر، يجب أن يكون 50% على الأقل من النواب من العمال والمزارعين. يجب أن يُعَيِّنَ مجلس رئاسي، مكون من ممثلين للأجزاء الثلاثة من البلاد، نوابًا للرئيس ورؤساء للأجزاء الثلاثة من البلاد. سيظل لكل جزء من البلاد جمعيته الوطنية الخاصة به، وحكومته الإقليمية ورئيس وزرائه. يجب على الحكومة الاتحادية أن تتعامل مع التجارة الخارجية والسياسة الخارجية والمالية المشتركة، بينما يجب أن تحتفظ الدول الأعضاء بالسيطرة على اقتصاداتها.
كان هناك خلاف حول سلطات الرئيس، وتكوين الحكومة وهيكل الدولة. كما أنه من غير الواضح ما إذا كان يجب على سوريا والعراق اعتماد «إنجازات مصر الاشتراكية» وكيفية ذلك. يجب أن تكون الأسس الاقتصادية للجمهورية هي الصناعة المصرية، والزراعة السورية، والنفط العراقي. تبلغ مساحة الاتحاد 1.620757   كيلومترًا مربعًا وحوالي 43 مليون نسمة.

## فشل المشروع
في مايو 1963 استقال الوزراء الناصريون والمؤيدون للناصرية في الحكومة السورية (بمن فيهم جمال الأتاسي) بعد توقف مفاوضات الاتحاد في القاهرة. فشلت وساطة سامي الجندي بين الناصريين والبعثيين وفشل في تشكيل حكومة جديدة. لقد تفكك تحالف البعثيين والناصريين وشكل البيطار حكومة جديدة من دون ناصريين. تم «تطهير» القوات المسلحة السورية وجهاز الدولة من الناصريين. وبعد تشكيل حكومة البعث الجديدة بدون الناصريين في العراق في 13 مايو 1963، أعلنت قيادة البعث السوري في 16 مايو 1963 أنها تفضل الاتحاد مع العراق في البداية. في الواقع فشلت النسخة الجديدة من الجمهورية العربية المتحدة في الواقع.
عندما قطع السوريون محادثات التوحيد الفاشلة في القاهرة، أعطى ناصر الضوء الأخضر لمحاولة الانقلاب التي قام بها العقيد جاسم علوان. تم إحباط انقلاب 18 يوليو 1963 من قبل وزير الداخلية أمين الحافظ، الذي أجبر الرئيس لؤي الأتاسي على الاستقالة وصار هو نفسه رئيسًا للدولة. تم إعدام 27 من الضباط الناصريين الثلاثين المتورطين في محاولة الانقلاب التي قام بها علوان. وفي 22 يوليو 1963، انتقد ناصر نظام البعث «اليميني» الجديد ووصفه بأنه «فاشي» وأعلن أخيرًا انسحاب مصر الرسمي من الاتحاد قائلًا أن مصر شعرت بأنها ملزمة بتعليق مشروع الاتحاد. في 11 أغسطس 1963 دعا ناصر إلى إسقاط أنظمة البعث في سوريا والعراق.

## الخاتمة

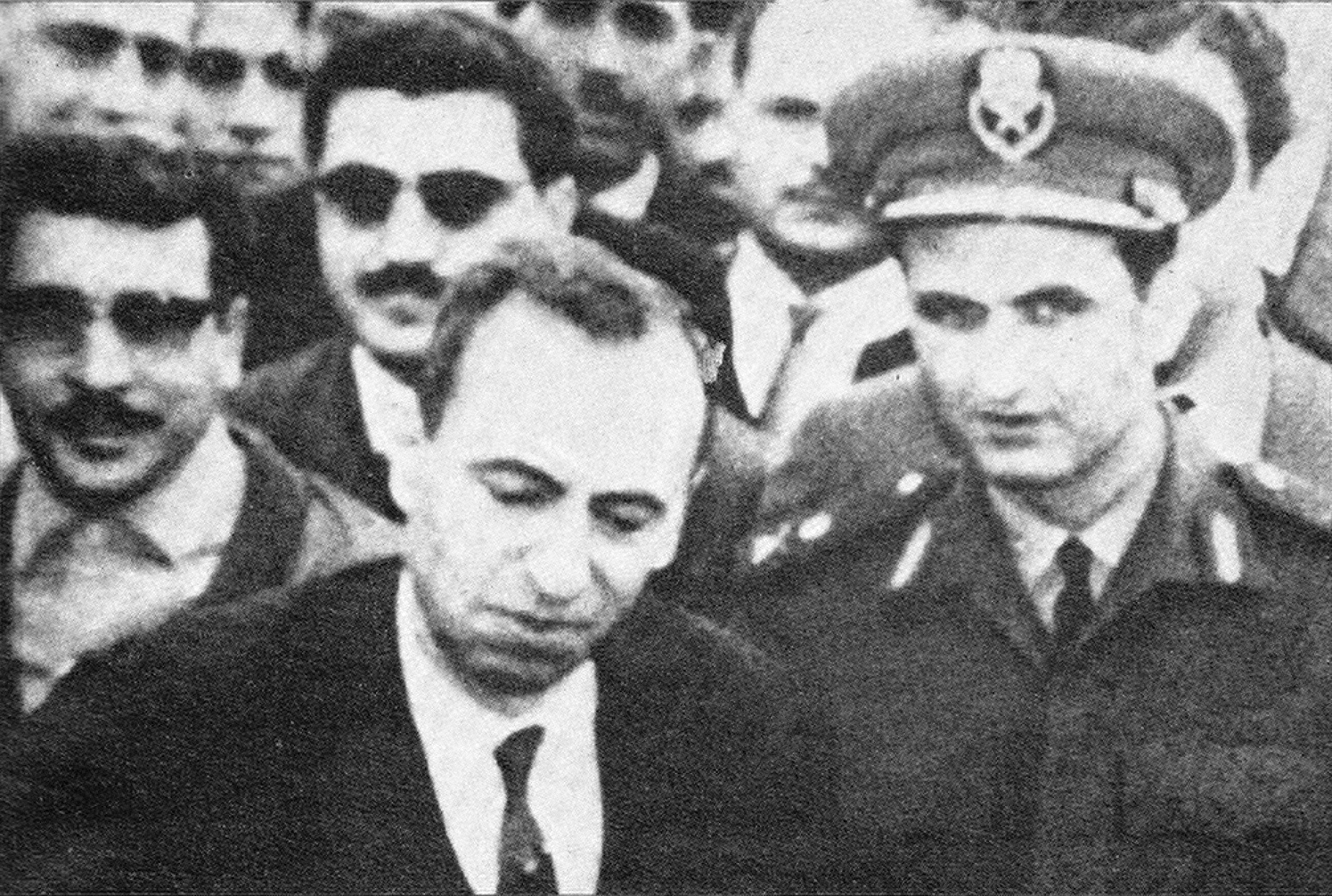
في نوفمبر 1963، حاول الرئيس السوري أمين الحافظ وزعيم حزب البعث ميشال عفلق (يسار) وقائد الجيش السوري صلاح جديد (يمين) عبثًا تجنب سقوط حكومة البعث العراقية بزيارة بغداد. وبدلاً من ذلك، تم اعتقال السوريين لفترة وجيزة.

وحتى أغسطس 1963، كان ناصر قد أجرى محادثات توحيد مصرية عراقية ثنائية لمدة عشرة أيام مع عارف؛ استمرت الأنظمة البعثية اعتبارًا من أغسطس 1963 بدلًا من ذلك في محادثات الاتحاد السورية العراقية الثنائية.

### الاتحاد السوري العراقي
في 2 سبتمبر 1963، أعلن الجانبين تشكيل مجتمع اقتصادي وفي 30 سبتمبر أعلن العراق وسوريا عن اتفاق اتحاد ثنائي في سبتمبر، لكن في الواقع تم إنشاء تحالف عسكري واحد فقط في 8 أكتوبر. تشكلت قيادة عليا مشتركة بقيادة وزير الدفاع العراقي صالح مهدي عماش في دمشق. وفي 20 أكتوبر أكدت دمشق استخدام القوات السورية في الجانب العراقي ضد المتمردين الأكراد في شمال العراق.
وبسبب الانقلاب العسكري في نوفمبر 1963، تمت الإطاحة بنظام البعث العراقي مرة أخرى، حاول عفلق وحافظ عبثًا تجنب سقوط حكومة البعث هناك بالسفر إلى بغداد. في 27 أبريل 1964 ألغت سوريا أخيرًا الاتفاقية العسكرية مع العراق. لقد بقي من فترة الاتحاد علم النجمات الثلاث، الذي استخدم في سوريا (حتى عام 1972) والعراق (حتى عام 1991).

### الاتحاد المصري العراقي
في غضون ذلك، كان هناك تقارب مصري عراقي. لعب الضباط الناصريون دورًا رئيسيًا في الإطاحة بحكومة البعث وانتقلوا إلى المجلس الثوري الجديد. تشكلت حكومة من القوميين والنقابيين والبعثيين والناصريين. وفي ديسمبر 1963، أعلن الرئيس العراقي عبد السلام عارف أنه سيواصل السعي من أجل الوحدة، على الأقل مع مصر. بينما كان عبد الناصر في نهاية أبريل 1964 لا يزال يرفض رغبة اليمن في الانضمام إلى الجمهورية العربية المتحدة الجديدة خلال زيارته للجمهورية العربية اليمنية، فقد اتفق مع عارف في مايو 1964 على تشكيل مجلس رئاسي مشترك. في أكتوبر 1964 كان يفترض أن القيادة السياسية الموحدة، التي تشكلت مؤخرًا في ديسمبر 1964، أن تدمج مصر والعراق في دولة موحدة في غضون عامين.

## انظر ايضًا
- اتحاد الجمهوريات العربية (الخطة العراقية لنسخة جديدة من الجمهوية العربية المتحدة)

## دليل فردي
1. 1 2 3 4 5  "Zweiter Versuch" (بالألمانية). Archived from the original on 2022-02-25. Retrieved 2022-02-25.
2. 1 2 3  نسخة محفوظة [Date missing], at www.abendblatt.de In: همبرغر أبندبلات, 11. April 1963
3. ↑  17. April 1963. In: Chronik des 20. Jahrhunderts. Bertelsmann, 1993
4. 1 2 3 4 5  Anouar Abdel-Malik: Ägypten – Militärgesellschaft, das Armeeregime, die Linke und der soziale Wandel unter Nasser. Seiten 340–346. Suhrkamp, Frankfurt/Main 1971
5. 1 2  Bidwell, 432
6. ↑  John Haywood, Jobst-Christian Rojahn: Der neue Atlas der Weltgeschichte: Von der Antike bis zur Gegenwart, Chronik Verlag, München 2002, S. 282
7. ↑  So vermeldete es zumindest جريدة الأهرام

## الأدب
- لوثار راثمان (محرر.): تاريخ العرب - من البدايات إلى الحاضر ، المجلد 6. أكاديمي فيرلاغ، برلين (ألمانيا الشرقية) 1983
- Günther Barthel and Günther Nötzold (ed.): الدول العربية - تمثيل جغرافي اقتصادي . هاك، جوثا 1987
- جوستاف فوشلر هاوك (محرر.): The Fischer Weltalmanach 1964 . فرانكفورت أم ماين 1964، الصفحات 138 و 345، 352 و 359 وما بعدها.
- روبن ليونارد بيدويل: قاموس التاريخ العربي الحديث ، صفحة 432. لندن / نيويورك 1998

## روابط الويب
- التسلسل الزمني مارس-يونيو 1963 . JSTOR
- مذكرة معلومات أساسية: سوريا (02/10) . وزارة الخارجية الأمريكية